# HD 58580
HD 58580，又名BD-04 1943，SAO 134658、HR 2838，是一颗恒星，视星等为6.76，位于銀經220.95，銀緯5.59，其B1900.0坐标为赤經7h 21m 5.7s，赤緯-4° 5.59′ 18″。